# Gattman, Mississippi
Gattman là một thành phố thuộc quận Monroe, tiểu bang Mississippi, Hoa Kỳ. Năm 2010, dân số của thành phố này là 90 người.

## Dân số
- Dân số năm 2000: 114 người.
- Dân số năm 2010: 90 người.